# 比勒陀利亞 (喬治亞州)
比勒托利亞（英語：Pretoria）是位於美國喬治亞州多爾蒂縣的一個非建制地區。該地的面積和人口皆未知。

## 地理
比勒托利亞的座標為31°30′15″N 84°19′01″W / 31.50417°N 84.31694°W，而該地的平均海拔高度為57米（即187英尺）。